# Anna Ditges

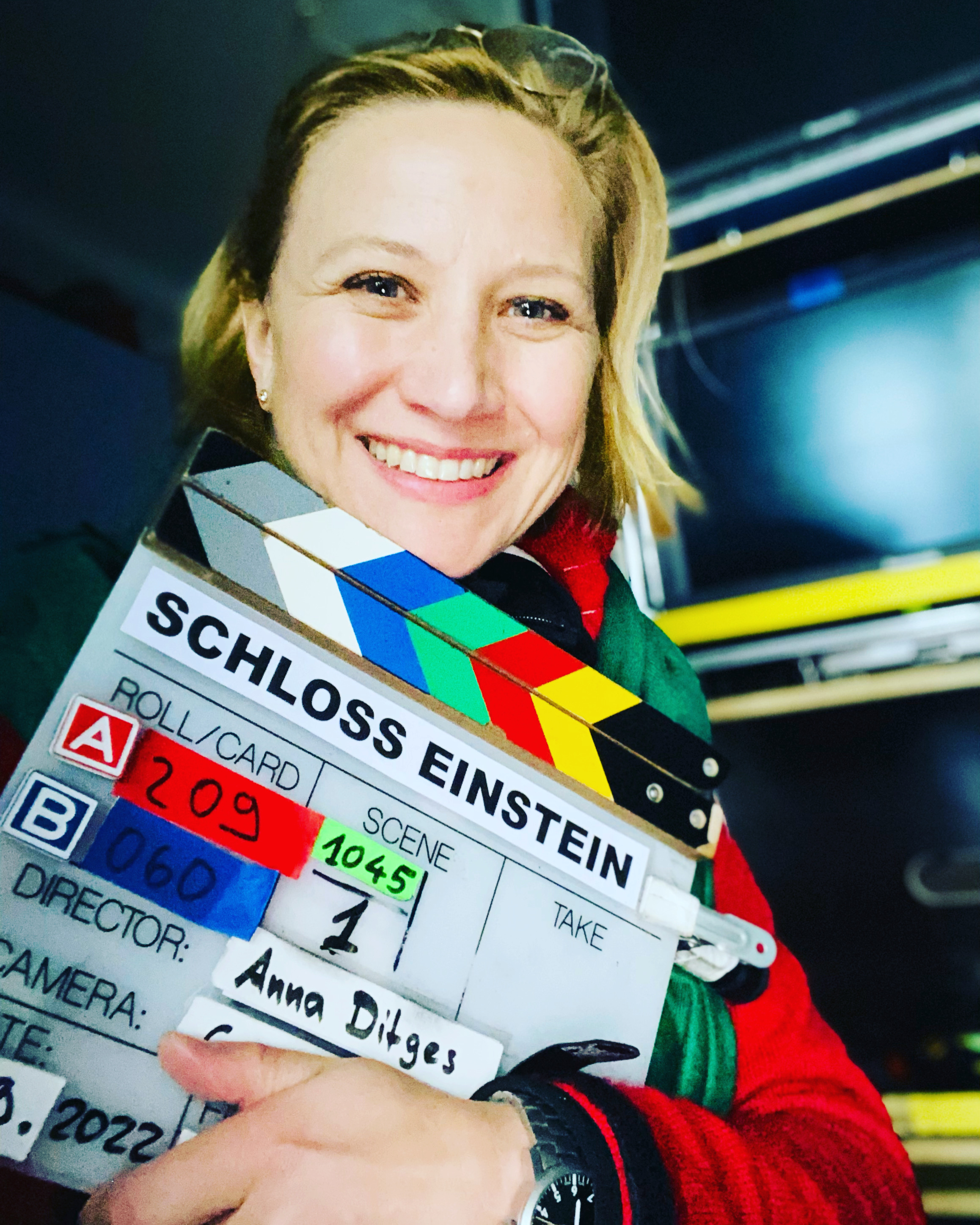
Anna Ditges bei Dreharbeiten (Aufn. 2022)

Anna Ditges (* 1978 in Bonn) ist eine deutsche Filmemacherin.

## Leben und Werk
Anna Ditges wurde 1978 in Bonn geboren. 1994 beschloss sie, für ein halbes Jahr nach Spanien zu gehen, blieb dann zwei Jahre dort und absolvierte ihr Abitur an der Deutschen Schule Valencia. 1997 begann sie ein Studium an der Kunsthochschule für Medien Köln mit dem Schwerpunkt Filmregie, das sie 2002 mit einem Diplom für Audiovisuelle Medien abschloss. Zum Thema ihres Diplomfilms wurde Ditges durch ihre Großmutter angeregt, die aus dem Kaukasus stammt. Der Dokumentarfilm trägt den Titel Ich bin grad so deutsch wie Sie – Ein deutsch-russisches Familienbild und setzt sich mit den Integrationsversuchen von Russlanddeutschen auseinander.
Bereits während des Studiums begann Anna Ditges 2001 als freiberufliche Filmeditorin unter anderem für den WDR zu arbeiten. Dieser strahlte 2003 auch Ditges’ Diplomfilm Ich bin grad so deutsch wie Sie – Ein deutsch-russisches Familienbild aus. 2006 folgte ihr nächstes Filmprojekt: Unter dem Titel Meine Geschichte führte Ditges Gespräche mit Zeitzeugen aus dem Zweiten Weltkrieg. Daraus entstanden sechs fünfzehnminütige Interviewstücke für den WDR und Phoenix. Im gleichen Jahr gründete sie auch ihre eigene Produktionsfirma punktfilm Anna Ditges, die bis heute besteht.
2007 erschien Anna Ditges’ Kinodebüt Ich will dich – Begegnungen mit Hilde Domin. Über einen Zeitraum von fast zwei Jahren begleitete Ditges die deutsche Lyrikerin und schuf damit ein hochgelobtes Porträt, das tiefe Einblicke in Leben und Werk der Schriftstellerin Hilde Domin gibt. Horst Königstein schrieb: „Der Film vollbringt das Unmögliche: er konstruiert ein Leben, ein Lebenswerk im Fluß, im Kommentar, alles in einer völlig ungewöhnlichen Zartheit und Zärtlichkeit.“ Die FAZ ergänzte: „Anna Ditges hat ein bewegendes Porträt der streitbaren Dichterin geschaffen. So quicklebendig wie die Dichterin ist auch der Film“. Die Schauspielerin Anna Thalbach las ausgewählte Gedichte Domins für den Film ein.
Als Stipendiatin des Mediengründerzentrums NRW absolvierte Ditges 2008 eine Weiterbildung zur Produzentin im Bereich Film und Fernsehen. 2009 lernte sie fiktionales Drehbuchschreiben an der New York Filmakademie.
In ihrem nächsten Film Ora et Labora – Das Unternehmen Pöppelmann porträtierte Ditges 2011 das katholische Mittelstandsunternehmen. Dabei ging die Regisseurin auf die Unternehmensgeschichte, Erfolge und Misserfolge sowie den festen Glauben an Gott ein.
2015 folgte der zweite Kinodokumentarfilm Wem gehört die Stadt – Bürger in Bewegung, der sehr positiv besprochen wurde, international auf Festivals lief und für eine Vielzahl gesellschaftlicher Debatten zum Thema Demokratie und Mitbestimmung sorgte. Die Berliner Zeitung schrieb: „Mit Charme und Humor zeigt die Kölner Regisseurin, wie ganz und gar verschiedene Wertvorstellungen und Lebensentwürfe aufeinanderprallen und nimmt dadurch das Grundproblem der Demokratie unter die Lupe.“ Die inhaltliche Auseinandersetzung führte Anna Ditges interdisziplinär fort, indem sie im Rahmen des Projekts Mein Ehrenfeld – Unsere Zukunft mit Jugendlichen sechs Kurzfilme über Heimat und Identität realisierte.
2019 absolvierte Anna Ditges die einjährige Zusatzausbildung zur Drehbuchautorin an der Drehbuchwerkstatt München.
2020 bis 2021 nimmt sie am Mentoring-Programm INTO THE WILD teil.
2021–2022 entwickelt Anna Ditges als Drehbuchautorin Die Frau am Telefon, eine Mini-Serie mit Iris Berben, Produktion Moovie GmbH, Produzentin Sarah Kirkegaard.    
2022 führt Anna Ditges Regie für vier Folgen der preisgekrönten Jugendserie Schloss Einstein, Produktion Saxonia Media, MDR.

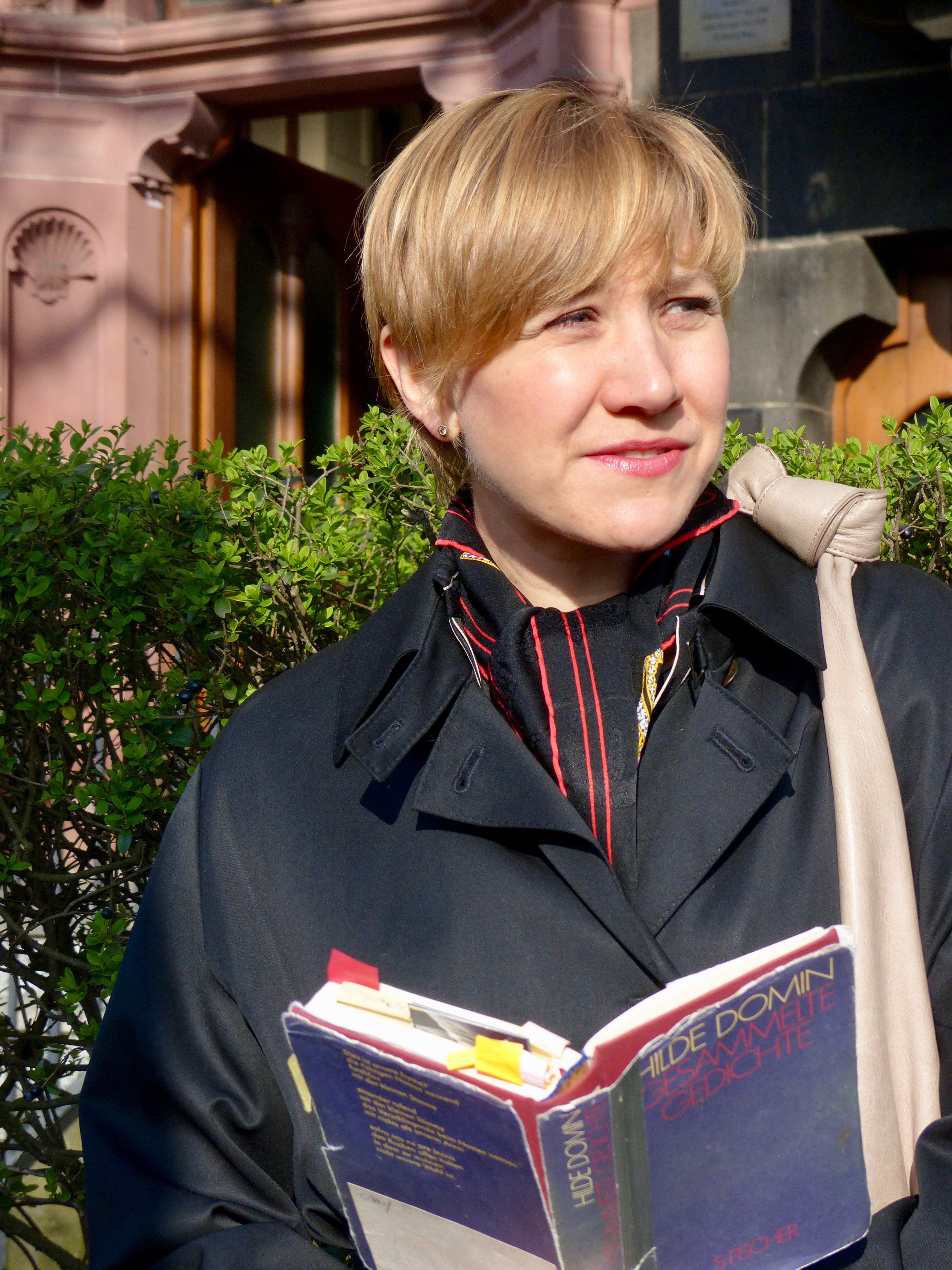
Anna Ditges

Anna Ditges lebt in Köln. Aktuell arbeitet sie an ihrem Spielfilmdebüt.

## Filmografie
- 2002: ICH BIN GRAD SO DEUTSCH WIE SIE – Ein deutsch-russisches Familienbild (Diplomfilm KHM)
- 2006: MEINE GESCHICHTE – Sechs Zeitzeugeninterviews à 15 Min aus dem Zweiten Weltkrieg
- 2007: Ich will dich – Begegnungen mit Hilde Domin
- 2011: ORA ET LABORA – Das Unternehmen Pöppelmann
- 2014: MEIN EHRENFELD – Unsere Zukunft (Jugendmedienprojekt)
- 2015: Wem gehört die Stadt – Bürger in Bewegung

## Auszeichnungen
- 2007: Dokumentarfilmpreis der Biberacher Filmfestspiele
- 2008: Kölner Medienpreis
- 2008: Nachwuchspreis der DEFA-Stiftung
- 2008: Nominierung Bild-Kunst Schnitt Preis in Bereich Dokumentarfilm
- 2008: Vorauswahl Deutscher Filmpreis
- 2008: Stipendium Mediengründerzentrum NRW
- 2009: Förderpreis des Landes Nordrhein-Westfalen für junge Künstlerinnen und Künstler
- 2012: Recherche-Stipendium DEFA
- 2018–2019: Drehbuchwerkstatt München
- 2020–2021: Mentoring-Programm Into the Wild
- 2020–2021: Endauswahl Emder Drehbuchpreis